# Sébastien Grandjean
Sébastien Grandjean (Dinant, 16 juni 1970) is een Belgisch voetbalcoach.

## Carrière
Hij speelde zelf voetbal bij aan aantal clubs in de lagere reeksen zoals Stade Gedinnois en UR Namur. Grandjean startte als coach bij de Belgische club FC Jeunesse Arlonaise in 2002 als hoofdcoach, hij was er eerder ook al bij de jeugd aan de slag. Hij bleef er coach tot in 2006. In 2006 stapte hij over naar Excelsior Virton waar hij drie jaar lang coach zou blijven. In 2011 nam hij over bij de Luxemburgse club Jeunesse Esch maar werd in oktober 2012 alweer ontslagen.
Van oktober 2012 tot het einde van het seizoen was hij actief bij La Louvière Centre. Het seizoen 2014/15 startte hij opnieuw in Luxemburg ditmaal bij F91 Dudelange waar hij tot mei 2015 aan de slag bleef. Van 2018 tot 2019 was hij een tijdje actief als sportief directeur bij Excelsior Virton. In 2019 was hij tweemaal actief bij Jeunesse Esch waarvan een keer als coach en een keer als interim-coach, hij kwam niet verder dan acht wedstrijden gecombineerd. Vanaf 2020 is hij aan de slag bij rivaal CS Fola Esch waarmee hij 2021 landskampioen werd. Hij werd ook verkozen tot coach van het jaar in de Luxemburgse competitie. Aan het eind van het seizoen 2021/22 besloot hij zijn contract niet te verlengen.

## Erelijst
- Luxemburgs landskampioen: 2021
- Luxemburgs coach van het jaar: 2021